# 아인텔레서비스
아인텔레서비스는2001년 7월 1일 LG텔레콤 영호남 고객센터가 분사하여 설립된 회사로서 고객접점 상담 운영이 주된 업무이다.
2004년 12월 LG텔레콤 자회사로 편입되었다. 설립 이후 2010년 현재까지 LG유플러스 Call center 운영 및 대행해왔다.
부산광역시 사상구 감전동에 본사를 두고 있으며, 2015년 현재 자본금 4억이고, 1910명의 임직원 재직 중이다.

## 같이 보기
- LG유플러스